# عمارت شهرداری تنکابن
عمارت شهرداری تنکابن مربوط به دوره رضا شاه پهلوی است و در تنکابن، ۵۰ متری غرب میدان امام واقع شده و این اثر در تاریخ ۱۰ مهر ۱۳۸۰ با شمارهٔ ثبت ۴۱۷۲ به‌عنوان یکی از آثار ملی ایران به ثبت رسیده‌است.